# 道樂·蘇立夫提租車集團
道樂·蘇立夫提租車集團（（英文）Dollar Thrifty Automotive Group, Inc.）是美國一家經營汽車租賃的跨國企業。至2010年12月31日為止，該集團在美國與加拿大地區共有297家直營店、308家加盟店；而其他國家地區則有139家加盟店。主要为环保消除汽车绿色再利用为基石

## 历史
道樂·蘇立夫提租車集團乃是由DTG營運公司（DTG Operation, Inc.）經營的汽車租賃集團，轄下主要成員為達樂租車（Dollar Rent A Car, Inc.）和蘇立夫提租車（Thrifty Inc.）二家子公司。
此集團的前身乃於1989年收購克萊斯勒租車部門的「五角星運輸集團」（Pentastar Transportation Group, Inc.），故2009年以前該集團主要的車輛品牌為克萊斯勒、道奇與吉普等，少數營業據點才有馬自達、日產、豐田等車款。是年10月起，該集團宣布汽車品牌不再侷限於克萊斯勒，反而要增加其他品牌。
2010年起安飛士·百捷集團與赫茲租車為了購併此集團，出現鷸蚌相爭的局面。是年4月26日赫茲租車宣布以現金和普通股、每股41美元的代價併購道樂·蘇立夫提租車集團；不過後者卻在同年9月30日拒絕前者提議的1.44億美元出價。反觀安飛士·百捷集團則在2011年9月14日宣布放棄此一併購案，而同年10月12日赫茲租車未能提出最終收購提議，道樂·蘇立夫提租車集團將繼續成為一家獨立運作的公司。

## 旗下子公司

### 道樂租車

道樂租車公司商標

道樂租車是在1965年由亨利·卡魯索（Henry J. Caruso）創立於加州洛杉磯，不過克萊斯勒汽車於1990年8月併購該公司，並納入轄下之五角星運輸集團（Pentastar Transportation Group, Inc.）。該集團尚包含幾個子公司：
1. 蘇立夫提租車
2. 史耐皮租車（Snappy Car Rental Inc.）：1994年被出售。
3. 通用租車（General Rent A Car, Inc.）：1993年元月結束營業，有些（與道樂租車不重複的）營業據點被併入道樂租車公司。

後來五角星運輸集團改組成道樂·蘇立夫提租車集團，1997年11月克萊斯勒汽車為了調整集團組織架構，宣布將後者的普通股提交給美國證券交易委員會，故實質上道樂·蘇立夫提租車集團自克萊斯勒脫離出來。目前道樂租車在全美各主要機場與城市市區共有大約260個據點，而且在包括澳大利亞、加拿大、加勒比地區、拉丁美洲等國家地區共有超過400個營業店。

### 蘇立夫提租車

瑞福第租車公司商標

蘇立夫提租車成立於1958年，並於1987年股票上市，但1989年被克萊斯勒汽車買下，併入五角星運輸集團（道樂·蘇立夫提租車集團的前身）；所以後來蘇立夫提租車與道樂租車變成後者的主要成員。目前蘇立夫提租車在全球68個國家地區裡，共有1,028個營業據點。

### 其他關係企業
除了前述二家租車公司，該集團尚擁有下述子公司：
- 租車金融公司（Rental Car Finance Corp.）
- 道樂·蘇立夫提融資公司（Dollar Thrifty Funding Corp.）
- 蘇立夫提汽車銷售公司（Thrifty Car Sales, Inc.）：屬於蘇立夫提租車公司旗下。

## 內部連結
- 汽車租賃

## 外部連結
- 道樂·蘇立夫提租車集團中國區官方網站 （页面存档备份，存于）
- （英文）道樂·蘇立夫提租車集團官方網站
- （英文）蘇立夫提租車官方網站 （页面存档备份，存于）
- （英文）道樂租車官方網站 （页面存档备份，存于）